# 亞歷山德羅夫斯克 (盧甘斯克州)
亚历山德里夫斯克（羅馬化：Oleksanrivsk，發音：[olekˈsɑnd⁽ʲ⁾r⁽ʲ⁾iu̯sʲk] ⓘ），又按俄语名译为亚历山德罗夫斯克（俄语：Александровск，羅馬化：Aleksandrovsk，發音：[ɐlʲɪkˈsandrəfsk]），法理上是乌克兰東部盧甘斯克州卢甘斯克区盧漢斯克市镇内的城市，事实上隶属于俄罗斯卢甘斯克人民共和国卢甘斯克市议会。該市距離首府卢甘斯克7公里，始建於1772年，面積3.78平方公里，2022年人口数量为6,401人。

## 图集

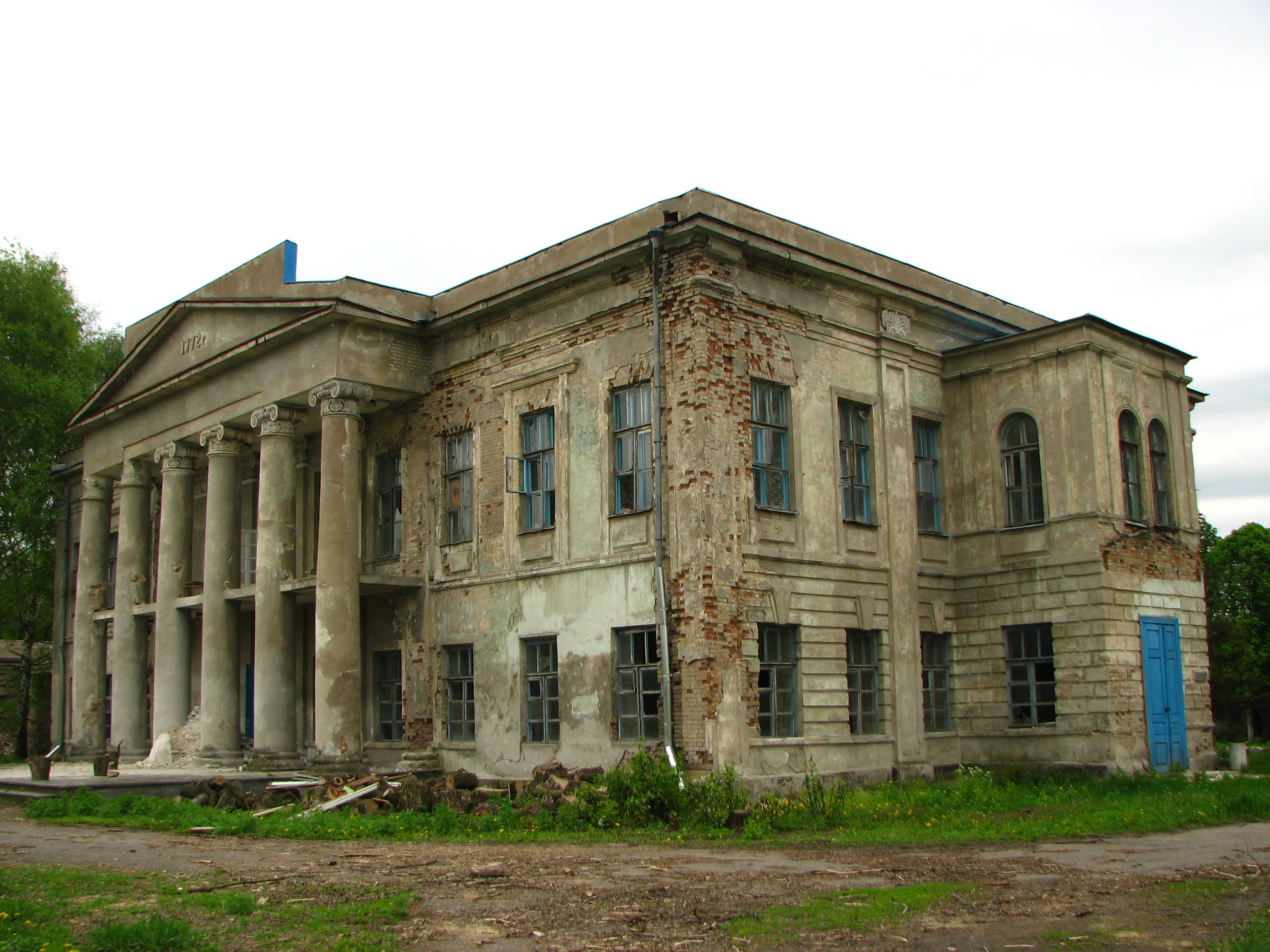